# 曾氏祖屋

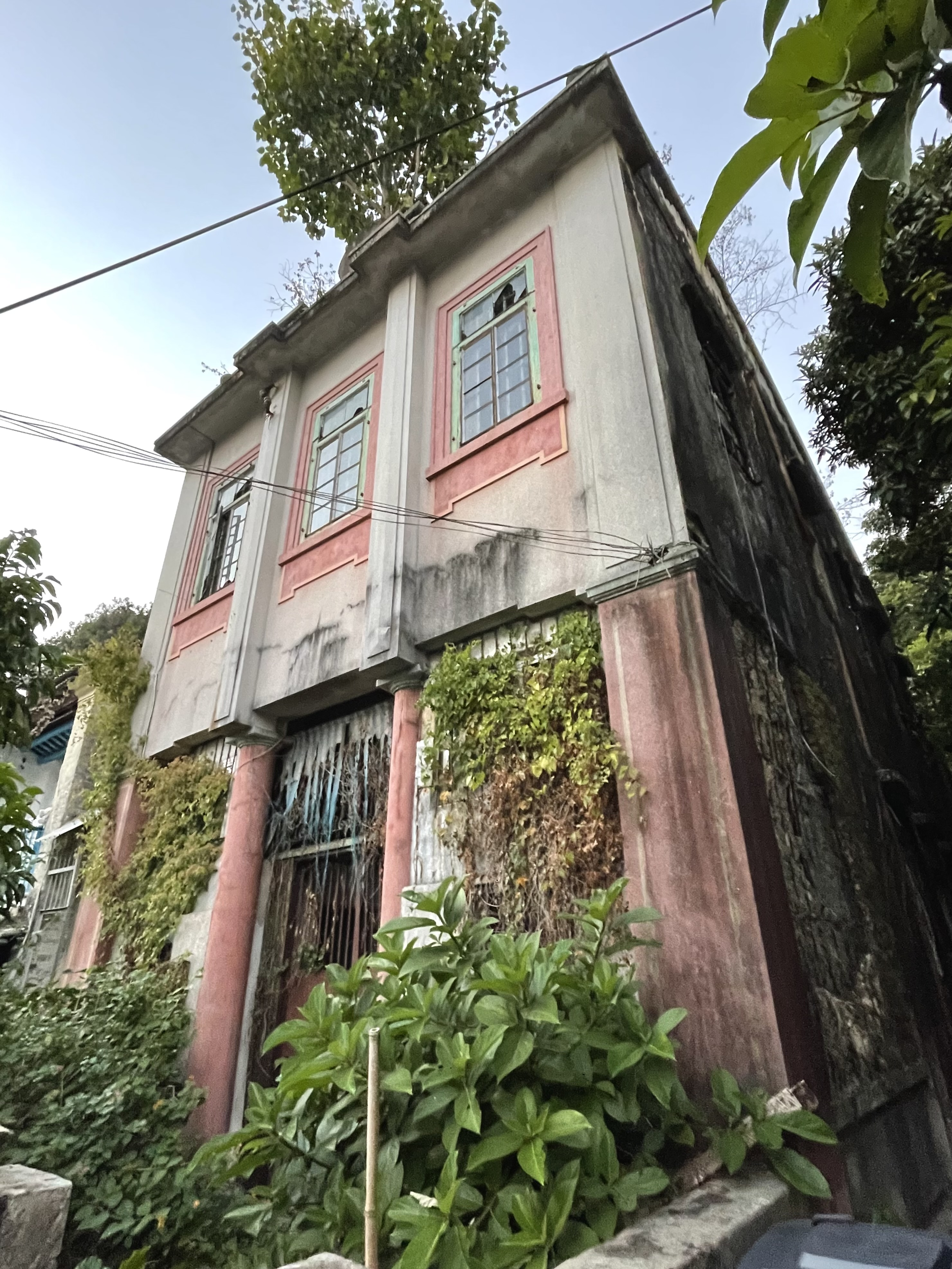
曾氏祖屋（2021年）

曾氏祖屋是香港一座已拆除的建築物，位於葵涌九華徑舊村22號，曾被列為香港三級歷史建築。

## 歷史
1930年代，美國軍艦船員總管曾憲新興建曾氏祖屋。其後，有多名名人曾住在曾氏祖屋，包括王任叔、樓適夷及黃永玉等。1998年，長江實業旗下Kaway Limited（加威有限公司）購入曾氏祖屋業權。2010年5月17日，曾氏祖屋被列為三級歷史建築。2023年，曾氏祖屋被拆除，長江實業集團回應指曾氏祖屋狀況非常陳舊破爛，難以復修，加上鄰近居民反映擔心安全隱患，認為拆除是最佳的處理方法。古物古蹟辦事處在業主同意下，拆卸前為該建築拍照及進行三維掃描以作紀錄。

## 外部連結
- 古物諮詢委員會 - 曾氏祖屋介紹 （页面存档备份，存于）
- 古物諮詢委員會 - 曾氏祖屋相片 （页面存档备份，存于）